# Арабијски ној
Арабијски ној (лат. Struthio camelus syriacus) је изумрла подврста ноја која је живела на Арабијском полуострву и на Блиском истоку. Вероватно је изумро око 1966. године. Енглески барон Волтер Ротшилд, који се бавио зоологијом и нарочито таксономијом птица, описао је ову подврсту ноја 1919. године. У билтену Британског орнитолошког клуба, стручном часопису значајном по описима многих нових и непознатих птичијих врста, Ротшилд је објавио „Опис нове подврсте ноја из Сирије”. Тако је отпочело модерно, стручно изучавање и третирање подврсте.

## Опис
Били су виши од 120 цм и имали су веома снажан врат.
Женка ноја је обично сносила око 20 јаја, која су закопавана испод песка. Трећину је женка остављала на једном месту, друга трећина је излагана сунцу а преостала јаја би се излегла у том моменту. Излегли младунци су храњени преосталим јајима.

## Станиште
Његово постојање датира из праисторијских времена, али са променом климе на Арабијском полуострву, нестаје из негостољубивих подручја Арабијске пустиње, као што је Руб ел Хали. У историји, чини се да је имао две дискретне подпопулације. Мања је била на југоистоку Арабијског полуострва, а већа на подручју где се данас границе Саудијске Арабије, Јордана, Ирака и Сирије састају.

## Културолошки значај
Арабијски ној дуго је имао значајно место у култури регије у којој је живио. Одрасла јединка са 11 младунаца приказана је на познатом праисторијском угравираном цртежу у стени „Graffiti Rock I” близу Ријада. У Месопотамији био је жртвена животиња и приказиван је у уметности. Често би био осликан на шољицама и другим предметима направљеним од нојевих јаја. Тим уметничким предметима је трговано све до Етрурије за време Новоасирског царства.
У римско доба дошло је до велике потражње арабијског ноја у ловним играма или у кулинарске сврхе. Након успона ислама, арабијски ној постаје симбол богатства и елеганције, тако да је лов ових нојева постао разбибрига за богате људе и племиће (ако је био правилно заклан, био би Halal за Муслимане. Јаја и перје интензивно су коришћени у прављењу разних предмета.

## Истребљење
Размножавање арабијског ноја није се битније разликовало од нојева који су опстали до данашњег времена. Опстанак није у толикој мери долазио у питање све до почетка Првог светског рата. Тада је знатно повећана количина оружја на простору на коме је птица живела. Оружје и аутомобили омогућили су ловцима и ловокрадицама да немилице тамане нојеве. Из четрдесетих година прошлог века потичу неки од последњих извештаја и усмена сведочанства о овој животињи.
У Бахреину је 1941. године убијена и поједена јединка. На исти начин је завршила и птица у граду Џубаилу, на истоку Саудијске Арабије. Угинула женка арабијског ноја наводно је пронађена фебруара 1966. године у Јордану, на ушћу речног корита Вади Зеред, које само повремено садржи воду, близу града Сафе. Вероватно су ту женке донеле воде Јордана.
Птице су истребљене у великој мери зато што је то представљало задовољство локалном становништву. Перје је служило за украс а од коже су, поред осталог, прављене дршке ножева.